# Hellblaue Schleife

Light Blue Ribbon

Die Hellblaue Schleife, englisch Light Blue Ribbon, ist ein internationales Symbol, das die Aufmerksamkeit auf diverse Krankheiten lenken soll. Die bekannteste Bedeutung ist es, auf Prostatakrebs hinzuweisen. Andere Krankheiten, auf die die hellblaue Schleife aufmerksam macht sind:
- Addisons-Krankheit (Primäre Nebennierenrindeninsuffizienz),
- Morbus Behçet,
- DiGeorge Syndrome,
- Edwards-Syndrom (Trisomie 18),
- Morbus Basedow,
- Hyperaldosteronismus,
- Klinefelter-Syndrom,
- Lymphödeme,
- Männergesundheit (im Allgemeinen),
- Shprintzen Syndrome,
- Schilddrüsen-Erkrankung,
- Velo-Cardio-Gesichtssyndrom
- sowie andere chronische Krankheiten.[1]

Awareness Ribbons haben ihren Ursprung im 17. Jahrhundert, wo gelbe Schleifen als Zeichen der Loyalität für Soldaten, die in den Krieg zogen, getragen wurden. Heute weisen unterschiedlich farbige Awareness Ribbons auf verschiedene Themen hin. Während die hellblaue Schleife für die in diesem Artikel genannten Krankheiten steht, unterstreicht die blaue Schleife die Bedeutung von Meinungs- und Redefreiheit, die Ablehnung von Stalking und Mobbing und soll Aufmerksamkeit auf das kolorektales Karzinom lenken.
Hellblaue Schleifen werden oft im September, dem National Prostate Cancer Awareness Month in den USA, getragen. Prostatakrebs ist auch in Deutschland die häufigste Krebsart bei Männern. Laut Robert Koch-Institut erkranken jedes Jahr über 60.000 Männer an diesem Tumor der Vorsteherdrüse, im Jahr 2018 waren es sogar 65.200 Männer.